# Finnische Regierung

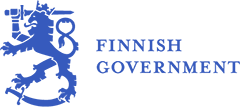
Logo der finnischen Regierung

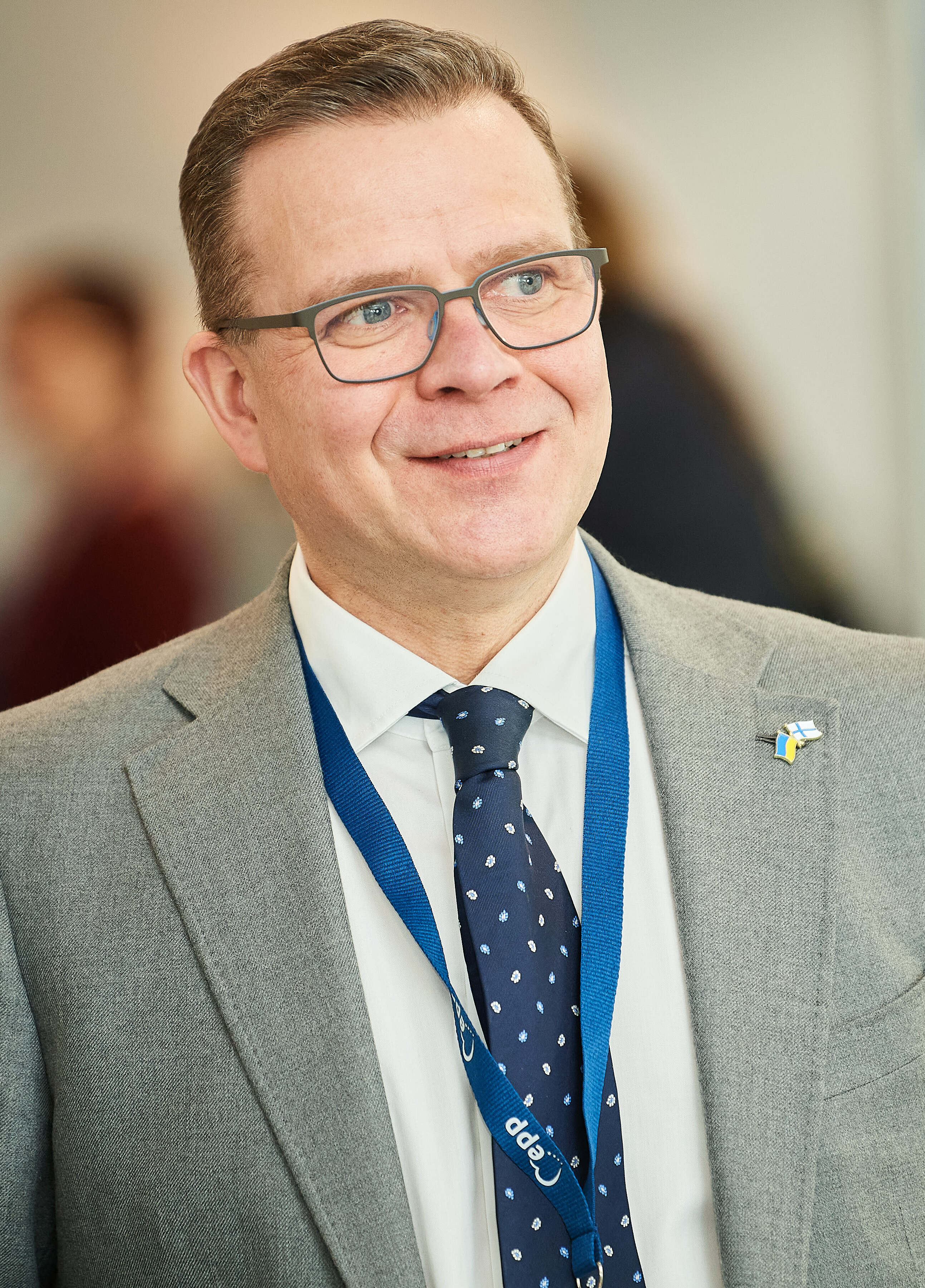
Premierminister Petteri Orpo

Die finnische Regierung (finnisch Suomen valtioneuvosto, finnischer Staatsrat) ist die Exekutive der Republik Finnland. Sie repräsentiert Finnland im Rat der Europäischen Union.
Die Regierung Finnlands wird durch den Ministerpräsidenten geführt. Amtierender Ministerpräsident ist seit dem 20. Juni 2023 Petteri Orpo. Das derzeitige Kabinett ist entsprechend das Kabinett Orpo.
Das Kabinett wird durch den Präsidenten der Republik Finnland ernannt bzw. entlassen.

## Ministerien
In Finnland gibt es zwölf Ministerien und die folgenden zugeordneten Minister:
- die Staatskanzlei  (valtioneuvoston kanslia; statsrådets kansli) des Ministerpräsidenten und des Stellvertretenden Ministerpräsidenten; zugeordnet ist hier auch der Minister für Europa und Eigentumssteuerung[2]
- das Außenministerium (ulkoministeriö; utrikesministeriet) mit dem Außenminister, dem Minister für Nordische Zusammenarbeit und Gleichstellung und dem Minister für Entwicklungszusammenarbeit und Außenhandel
- das Justizministerium (oikeusministeriö; justitieministeriet) mit dem Justizminister und dem Minister für Nordische Zusammenarbeit und Gleichstellung
- das Finanzministerium (valtiovarainministeriö; finansministeriet) mit dem Minister für Kommunalverwaltung und dem Finanzminister
- das Bildungs- und Kulturministerium (opetus- ja kulttuuriministeriö; undervisnings- och kulturministeriet) mit dem Bildungsminister und dem Minister für Wissenschaft und Kultur
- das Ministerium für Wirtschaft und Arbeit (työ- ja elinkeinoministeriö; arbets- och näringsministeriet) mit dem Wirtschaftsminister und dem Arbeitsminister
- das Ministerium für Soziales und Gesundheit (sosiaali- ja terveysministeriö; social- och hälsovårdsministeriet) mit dem Minister für Nordische Zusammenarbeit und Gleichstellung, dem Minister für Familien und soziale Dienste sowie dem Minister für Soziales und Gesundheit
- das Innenministerium (sisäministeriö; inrikesministeriet) mit dem Innenminister
- das Verteidigungsministerium (puolustusministeriö; försvarsministeriet) mit dem Verteidigungsminister
- das Ministerium für Land- und Forstwirtschaft (maa- ja metsätalousministeriö; jord- och skogsbruksministeriet) mit dem Minister für Land- und Forstwirtschaft
- das Ministerium für Transport und Kommunikation (liikenne- ja viestintäministeriö; kommunikationsministeriet) mit dem Minister für Verkehr und Kommunikation
- das Umweltministerium (ympäristöministeriö; miljöministeriet) mit dem Minister für Umwelt und Klimawandel

Siehe auch: Liste der Ministerien in Finnland

## Bisherige Regierungen
Aktuell im Amt ist das Kabinett Orpo, es ist die 77. Regierung Finnlands. Vorgänger waren das Kabinett Rinne und das Kabinett Marin.